# Tutta la vita davanti
Tutta la vita davanti è un film del 2008 diretto da Paolo Virzì, liberamente ispirato al libro Il mondo deve sapere di Michela Murgia.
Si tratta di una commedia agrodolce sul precariato raccontata attraverso il mondo dei call center.

## Trama
A Roma, Marta, appena laureata con lode in filosofia, partecipa a un concorso per ottenere un posto come ricercatrice e nell'attesa cerca un lavoro part-time. Mentre il fidanzato parte per gli Stati Uniti con un assegno di ricerca, Marta riesce a trovare solo un impiego come baby-sitter; si trasferisce quindi in una stanzetta dell'appartamento di Sonia, una ragazza all'incirca della sua età, con una vita disordinata e una bambina, Lara, a cui non sembra in grado di badare. Tra Marta e la bimba si instaura presto un legame molto forte: lei le racconta spesso degli scritti dei grandi filosofi al posto delle favole.
Marta ha però bisogno di guadagnare di più e Sonia le consiglia di rivolgersi alla Multiple Italia, dove lavora anche lei. L'azienda commercializza un costoso elettrodomestico multifunzione tramite ragazze addette al call center e ragazzi che si occupano delle dimostrazioni a domicilio e delle vendite vere e proprie. Marta diventa così una telefonista, mescolando gli schemi imposti alla sua spigliatezza e inventiva riesce a ottenere molti appuntamenti. Le sue colleghe sono perlopiù ragazze ingenue e di scarso livello culturale, che sull'autobus parlano di reality show che Marta nemmeno conosce, i venditori sono ragazzi in cerca di successo e di autostima. Le tecniche di motivazione dell'azienda vanno dai messaggi sul cellulare da parte della capotelefonista alle canzoncine motivazionali, dalle premiazioni con futili gadget alle pubbliche ramanzine alla fine di ogni mese: Marta, pur risultando fin dall'inizio tra le più brave a fissare appuntamenti, mantiene sempre un lucido e ironico distacco. Il primo serio turbamento etico la colpisce quando, dopo aver fatto credere ad una cliente di essere una vecchia amica della nipote per ingraziarsela, scopre che quest'ultima si è tolta la vita perché non riusciva a trovare lavoro. Marta è intenzionata a non molestare ulteriormente l'anziana, ma questa, commossa, la cerca più volte per aiutarla nel suo lavoro, vedendo nel suo caso la ristrettezza di prospettive che è stata fatale per la nipote.
La bravura di Marta nel lavoro la fa entrare molto presto nelle grazie di Daniela, l'invasata capotelefonista, che si dice abbia una relazione con Claudio, il capo dell'azienda. In un momento di lucidità Marta rivela a Giorgio, sindacalista della NIDIL, i criteri di licenziamento e le tecniche di motivazione e mobbing di cui è quotidianamente testimone a cui il primo non può assistere, sia perché ignorato dagli impiegati sia perché boicottato dall'azienda. Quando sembra che tra i due stia nascendo un sentimento Marta lascia il suo fidanzato con un messaggio di posta elettronica, ma scopre immediatamente dopo che Giorgio ha avuto un'avventura con Sonia. Come per ripicca, Marta va a letto con l'esaltato Lucio, un venditore della Multiple, senza però voler iniziare con lui alcun tipo di relazione.
Quando il comportamento antisindacale dell'azienda è reso pubblico, all'interno si scatena una caccia alla spia, che si conclude con il licenziamento di Sonia, poiché viene vista parlare con Giorgio. Sonia, dalla vita squinternata ma di buon cuore, voleva solo dire a Giorgio che lo avrebbe lasciato, pensando di aver ferito i sentimenti di Marta. Dopo la cattiva pubblicità l'azienda entra in un'inevitabile spirale di crisi. Marta litiga con Giorgio, furiosa sia per aver constatato la sua scorrettezza (scopre infatti che ha moglie e figlio) sia per la questione sindacale da lui aperta, accusandolo di aver fatto licenziare tante persone, tra le altre Sonia, che avendo bisogno di soldi entra nel giro delle escort.
Nel frattempo Daniela comunica a Marta di aspettare un figlio da Claudio e di attendere il suo imminente divorzio, mentre Claudio coinvolge Marta nelle sue questioni familiari facendole intendere che Daniela si fa troppe illusioni e che lui è legatissimo ai suoi figli, anche se ormai non li frequenta praticamente più. L'improvvisa confidenza, peraltro niente affatto ricercata, di Marta con i capi dell'azienda le attira presto l'astio delle colleghe. Riceve inoltre un'altra telefonata dell'anziana signora con la nipote suicida: Lucio, venuto a casa sua per una dimostrazione ma saputo che la signora non poteva permettersi di acquistare l'elettrodomestico, ha avuto degli scatti d'ira, danneggiando una porta e forse portando via i 300 euro della sua pensione, che si trovavano in vista su un tavolo. L'ingenuità, l'estrema gentilezza e persino la difesa di Lucio della signora commuovono Marta e la fanno sentire terribilmente in colpa. Il momento per lei è pessimo, si ritrova ad essere senza alcun punto di riferimento.
Quando Lucio, fortemente provato per non essere riuscito a conquistare Marta e per essere poco incisivo nel lavoro, risulta il peggior venditore del mese, gli viene richiesto di subire la punizione goliardica prevista, ovvero scrivere sulla propria fronte la parola "sfigato" con un pennarello indelebile. Arrivato al limite si rifiuta categoricamente, litiga per questo con i colleghi e viene prima rincorso, poi umiliato e in preda all'isteria si licenzia. Sconvolto e in lacrime, se ne va di corsa sfrecciando in macchina ed ha un grave incidente stradale, rimanendo ferito. L'episodio provoca da parte dei sindacalisti l'istruzione di una causa per mobbing, che tuttavia non viene intentata perché nel frattempo accade un grave fatto di sangue che mette definitivamente in ginocchio l'azienda: Daniela comunica a Claudio la propria gravidanza ma lui reagisce allontanandola e cancellando così la sua illusione d'amore, quindi Daniela, già al limite per la sempre più critica situazione, in un raptus lo uccide, scivolando poi nella follia e facendosi arrestare dalla polizia la mattina dopo davanti al luogo di lavoro. L'azienda viene chiusa e tutti gli impiegati, in una sorta di catarsi, si recano insieme al centro commerciale: ridono e si divertono, maschi e femmine non più in reparti separati, ansia e invidie di colpo spazzate via. Proprio in quel momento a Marta giunge la notizia della morte dell'amata madre, da tempo malata di cancro.
Tornata a Roma, dopo il funerale a Palermo, Marta trova Lara per strada, in attesa che l'appartamento si liberi dai clienti della madre. Indignata, decide di portare via la bambina e darla in custodia alla nonna, ma Sonia le raggiunge e la bambina, pur molto legata a Marta, non vuole separarsi da sua madre. Marta chiede allora di essere accompagnata a casa dell'anziana signora, a cui restituisce i soldi della pensione giustificando con una sbadataggine il comportamento del suo collega. I soldi erano in realtà il compenso corrispostole da una pubblicazione accademica inglese che aveva accettato il suo scritto riguardante il confronto tra la filosofia di Heidegger, le dinamiche di relazione tra le telefoniste di un call center e quelle dei protagonisti di un reality show. La signora, ben lieta, abbraccia Marta che scoppia in un pianto liberatorio. Il film si conclude con Marta, Sonia e Lara che pranzano con l’anziana signora e la piccola alla domanda su cosa farà da grande risponde che studierà anche lei filosofia.

## Produzione
Nel film la rappresentazione teatrale del lavoro alla Multiple è interpretata da Teresa Saponangelo, che aveva interpretato l'opera teatrale omonima ispirata dal libro Il mondo deve sapere di Michela Murgia; durante lo spettacolo appaiono in cameo Francesca Archibugi, Serena Dandini, Antonietta De Lillo, Renato De Maria, Francesco Lagi, Andrea Purgatori, Stefano Rulli e lo stesso regista Paolo Virzì. Teresa Marchesi fa un cameo nei panni di una giornalista.
Interamente girato a Roma, ad eccezione di alcune scene nel centro di Palermo, le riprese hanno richiesto circa undici settimane tra il luglio e il settembre 2007.

## Distribuzione
Il film è uscito in anteprima nelle sale italiane il 28 marzo 2008.

## Premi e riconoscimenti
- 2009 - David di Donatello
  - Candidatura Miglior film
  - Candidatura Migliore sceneggiatura a Francesco Bruni e Paolo Virzì
  - Candidatura Migliore attrice non protagonista a Sabrina Ferilli
  - Candidatura Migliore attrice non protagonista a Micaela Ramazzotti
  - Candidatura Migliori effetti speciali visivi a Proxima
- 2008 - Nastro d'argento
  - Regista del miglior film a Paolo Virzì
  - Migliore attrice non protagonista a Sabrina Ferilli
  - Candidatura Migliore sceneggiatura a Francesco Bruni e Paolo Virzì
  - Candidatura Migliore attrice protagonista a Isabella Ragonese
  - Candidatura Migliore attore non protagonista a Massimo Ghini
  - Candidatura Migliore fotografia ad Nicola Pecorini
  - Candidatura Migliore scenografia a Davide Bassan

- 2009 - Globo d'oro
  - Miglior film a Paolo Virzì
  - Migliore attrice a Sabrina Ferilli
- 2008 - Ciak d'oro
  - Miglior film[3]
  - Miglior regia a Paolo Virzì[3]
  - Migliore attrice non protagonista a Sabrina Ferilli[3]
  - Migliore scenografia a Davide Bassan[3]
  - Candidatura Migliore sceneggiatura a Francesco Bruni e Paolo Virzì
  - Candidatura Migliore attrice non protagonista a Micaela Ramazzotti
  - Candidatura Migliore attore non protagonista a Massimo Ghini
  - Candidatura Migliore attore non protagonista a Valerio Mastandrea
  - Candidatura Migliore colonna sonora a Franco Piersanti
  - Candidatura Migliori costumi a Francesca Livia Sartori
  - Candidatura Migliore sonoro in presa diretta a Mario Iaquone e Luigi Melchionda